# Carolina d'Assia-Kassel
Carolina d'Assia-Kassel (nome completo in tedesco Karoline Wilhelmina Sophia; Kassel, 10 maggio 1732 – Zerbst, 22 maggio 1759) è stata principessa consorte di Anhalt-Zerbst dal 1753 fino alla sua morte, come moglie di Federico Augusto.

## Biografia

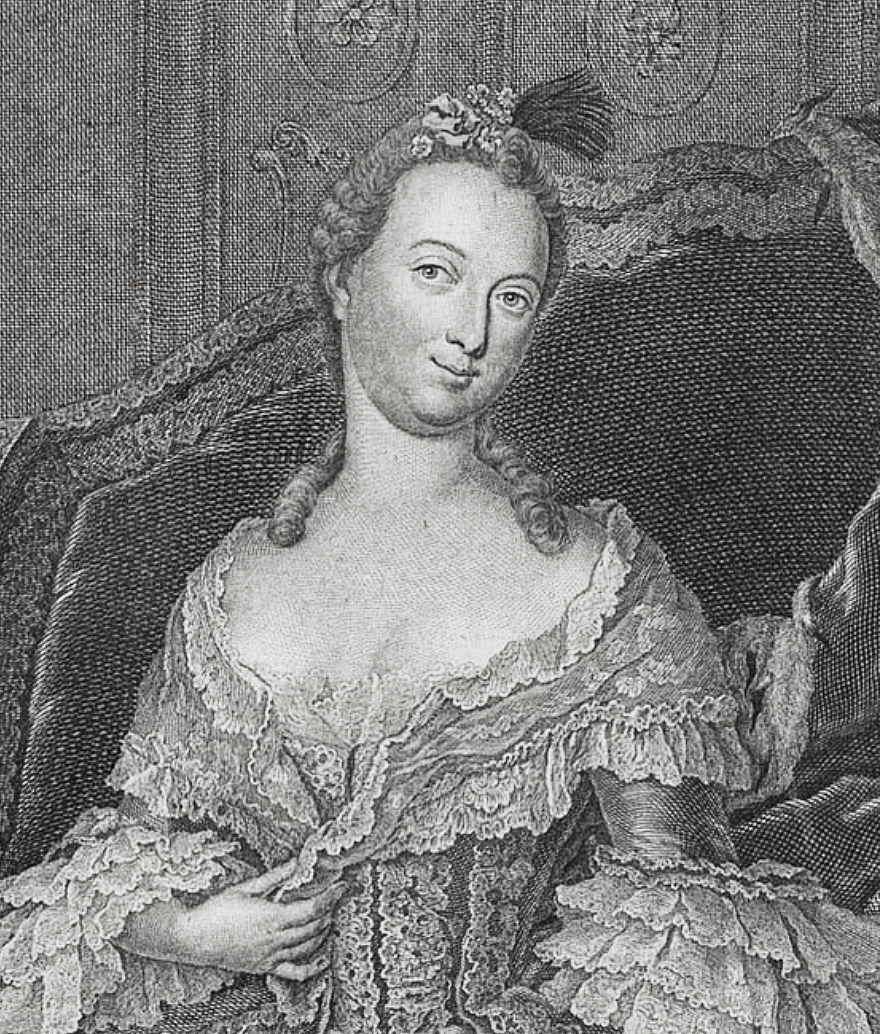
Carolina in un'incisione di Johann Martin Bernigeroth

La principessa Carolina nacque nel 1732 a Kassel, ultima degli otto figli di Massimiliano d'Assia-Kassel e di Federica Carlotta d'Assia-Darmstadt.
Il 17 novembre del 1753 sposò a Zerbst il principe Federico Augusto di Anhalt-Zerbst, fratello della futura zarina Caterina II di Russia.
Lo scopo del matrimonio era di consolidare il ruolo della famiglia d'Assia tra le dinastie del Nord Europa, visti i buoni legami tra la famiglia di Federico Augusto e le casate di Svezia, Prussia e Russia.
Carolina morì all'età di 27 anni a Zerbst, senza aver avuto figli.

## Ascendenza
|                                         |                            |                                                | Genitori                                   |  |  | Nonni |  |  | Bisnonni                    |  |  | Trisnonni                  |  |
|                                         |                            |                                                |                                            |  |  |       |  |  | Guglielmo VI d'Assia-Kassel |  |  | Guglielmo V d'Assia-Kassel |  |
|                                         |                            |                                                |                                            |  |  |       |  |  | Guglielmo VI d'Assia-Kassel |  |  | Guglielmo V d'Assia-Kassel |  |
|                                         |                            | Amalia Elisabetta di Hanau-Münzenberg          |                                            |  |  |       |  |  | Guglielmo VI d'Assia-Kassel |  |  |                            |  |
| Carlo I d'Assia-Kassel                  |                            |                                                |                                            |  |  |       |  |  | Guglielmo VI d'Assia-Kassel |  |  |                            |  |
|                                         |                            | Edvige Sofia di Brandeburgo                    | Giorgio Guglielmo di Brandeburgo           |  |  |       |  |  |                             |  |  |                            |  |
|                                         |                            | Edvige Sofia di Brandeburgo                    | Giorgio Guglielmo di Brandeburgo           |  |  |       |  |  |                             |  |  |                            |  |
|                                         |                            | Edvige Sofia di Brandeburgo                    | Elisabetta Carlotta del Palatinato-Simmern |  |  |       |  |  |                             |  |  |                            |  |
| Massimiliano d'Assia-Kassel             |                            | Edvige Sofia di Brandeburgo                    |                                            |  |  |       |  |  |                             |  |  |                            |  |
|                                         |                            | Jacob Kettler                                  | Wilhelm Kettler                            |  |  |       |  |  |                             |  |  |                            |  |
|                                         |                            | Jacob Kettler                                  | Wilhelm Kettler                            |  |  |       |  |  |                             |  |  |                            |  |
|                                         |                            | Jacob Kettler                                  | Sofia di Hohenzollern                      |  |  |       |  |  |                             |  |  |                            |  |
| Amalia di Curlandia                     |                            | Jacob Kettler                                  |                                            |  |  |       |  |  |                             |  |  |                            |  |
|                                         |                            | Luisa Carlotta di Brandeburgo                  | Giorgio Guglielmo di Brandeburgo           |  |  |       |  |  |                             |  |  |                            |  |
|                                         |                            | Luisa Carlotta di Brandeburgo                  | Giorgio Guglielmo di Brandeburgo           |  |  |       |  |  |                             |  |  |                            |  |
|                                         |                            | Luisa Carlotta di Brandeburgo                  | Elisabetta Carlotta del Palatinato-Simmern |  |  |       |  |  |                             |  |  |                            |  |
| Carolina d'Assia-Kassel                 |                            | Luisa Carlotta di Brandeburgo                  |                                            |  |  |       |  |  |                             |  |  |                            |  |
|                                         | Luigi VI d'Assia-Darmstadt | Giorgio II d'Assia-Darmstadt                   |                                            |  |  |       |  |  |                             |  |  |                            |  |
|                                         | Luigi VI d'Assia-Darmstadt | Giorgio II d'Assia-Darmstadt                   |                                            |  |  |       |  |  |                             |  |  |                            |  |
|                                         | Luigi VI d'Assia-Darmstadt | Sofia Eleonora di Sassonia                     |                                            |  |  |       |  |  |                             |  |  |                            |  |
| Ernesto Luigi d'Assia-Darmstadt         | Luigi VI d'Assia-Darmstadt |                                                |                                            |  |  |       |  |  |                             |  |  |                            |  |
|                                         |                            | Elisabetta Dorotea di Sassonia-Gotha-Altenburg | Ernesto I di Sassonia-Gotha-Altenburg      |  |  |       |  |  |                             |  |  |                            |  |
|                                         |                            | Elisabetta Dorotea di Sassonia-Gotha-Altenburg | Ernesto I di Sassonia-Gotha-Altenburg      |  |  |       |  |  |                             |  |  |                            |  |
|                                         |                            | Elisabetta Dorotea di Sassonia-Gotha-Altenburg | Elisabetta Sofia di Sassonia-Altenburg     |  |  |       |  |  |                             |  |  |                            |  |
| Federica Carlotta d'Assia-Darmstadt     |                            | Elisabetta Dorotea di Sassonia-Gotha-Altenburg |                                            |  |  |       |  |  |                             |  |  |                            |  |
|                                         |                            | Alberto II di Brandeburgo-Ansbach              | Gioacchino Ernesto di Brandeburgo-Ansbach  |  |  |       |  |  |                             |  |  |                            |  |
|                                         |                            | Alberto II di Brandeburgo-Ansbach              | Gioacchino Ernesto di Brandeburgo-Ansbach  |  |  |       |  |  |                             |  |  |                            |  |
|                                         |                            | Alberto II di Brandeburgo-Ansbach              | Sofia di Solms-Laubach                     |  |  |       |  |  |                             |  |  |                            |  |
| Dorotea Carlotta di Brandeburgo-Ansbach |                            | Alberto II di Brandeburgo-Ansbach              |                                            |  |  |       |  |  |                             |  |  |                            |  |
|                                         |                            | Sofia Margherita di Oettingen-Oettingen        | Gioacchino Ernesto di Oettingen-Oettingen  |  |  |       |  |  |                             |  |  |                            |  |
|                                         |                            | Sofia Margherita di Oettingen-Oettingen        | Gioacchino Ernesto di Oettingen-Oettingen  |  |  |       |  |  |                             |  |  |                            |  |
|                                         |                            | Sofia Margherita di Oettingen-Oettingen        | Anna Sibilla di Solms-Sonnenwalde          |  |  |       |  |  |                             |  |  |                            |  |
|                                         |                            | Sofia Margherita di Oettingen-Oettingen        |                                            |  |  |       |  |  |                             |  |  |                            |  |